# 81. pehotna brigada (ZDA)
81. pehotna brigada (izvirno angleško 81st Infantry Brigade) je pehotna brigada Kopenske vojske Združenih držav Amerike.

## Odlikovanja
- Predsedniška omemba enote